# Birkenweide ob der Warth
Die Birkenweide ob der Warth ist ein vom Landratsamt Münsingen am 31. Mai 1955 durch Verordnung ausgewiesenes Landschaftsschutzgebiet auf dem Gebiet der Gemeinde Pfronstetten.

## Lage
Das 2,5 Hektar große Landschaftsschutzgebiet liegt etwa 1,6 km westlich des Pfronstettener Ortsteils Huldstetten  und 1,5 km südlich von Tigerfeld. Es gehört zum Naturraum Mittlere Flächenalb.
Geologisch stehen hauptsächlich die Oberen Massenkalke des Oberjuras an.

## Landschaftscharakter
Das Landschaftsschutzgebiet ist infolge der Nutzungsaufgabe heute weitgehend durch Sukzession oder Aufforstung bewaldet. im Süden befindet sich ein kleiner aufgelassener Steinbruch.